# Дюссельдорф-Хафен
Хафен (нем. Hafen, в дословном переводе — Порт, Гавань) — административный район города Дюссельдорф (Германия, федеральная земля Северный Рейн-Вестфалия). Расположен в центральной части города. Район входит в III-й административный округ Дюссельдорфа.

На юго-востоке Хафен граничит с районом Унтербильк, на юге — с районом Хамм. На западе, севере и востоке естественной границей Хафена является река Рейн.
Хафен — это практически незаселённый район (число жителей района составляет всего 127 человек, плотность населения — 33 человека на км²). Хафен является районом, в котором сконцентрировано значительное число офисов компаний, работающих в сфере средств массовой информации, а также предприятий, занимающихся производством и логистикой. Также в районе находится третий по величине речной порт Германии (после Дуйсбурга и Кёльна).

## История

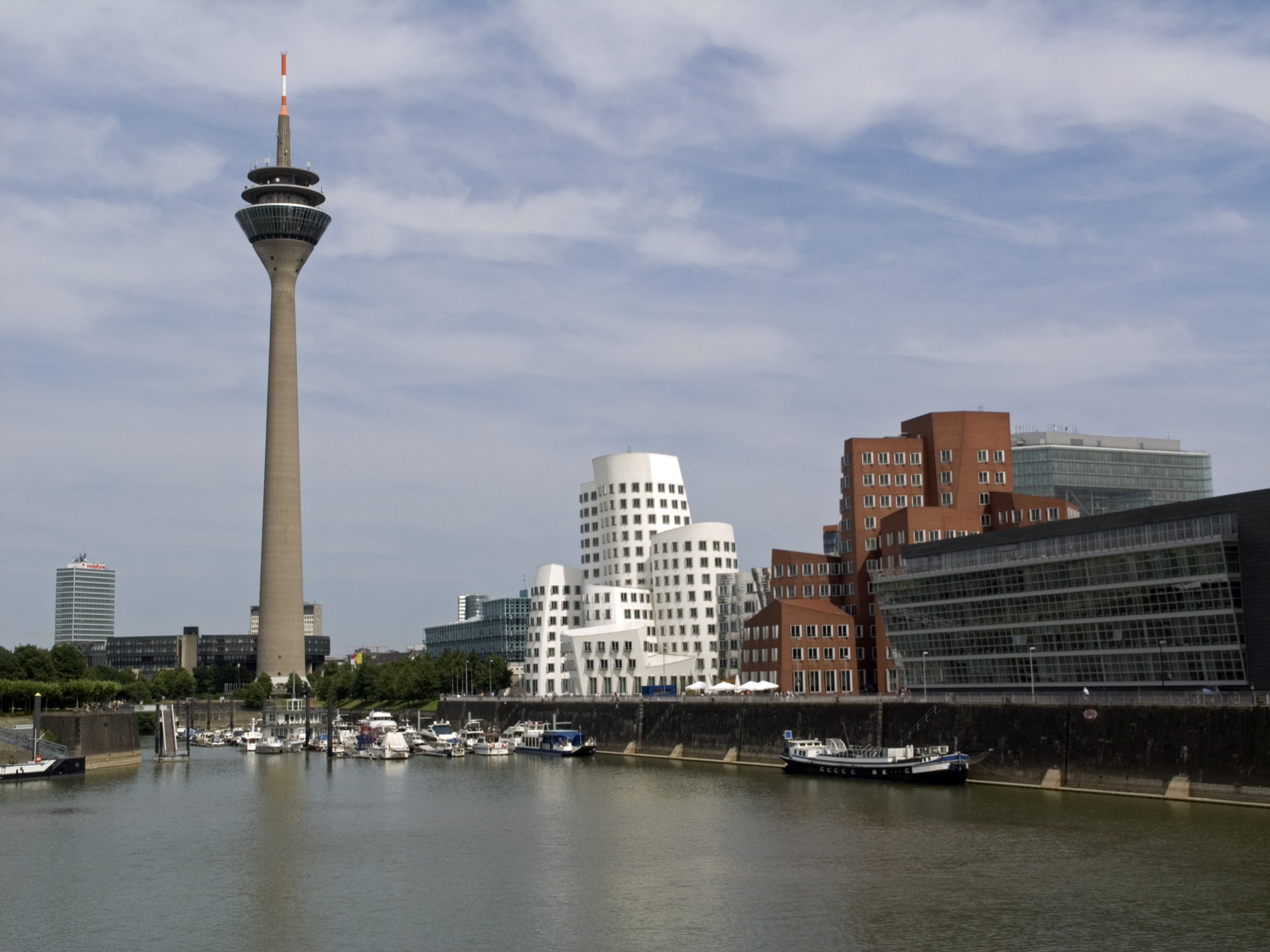
Дюссельдорфская гавань

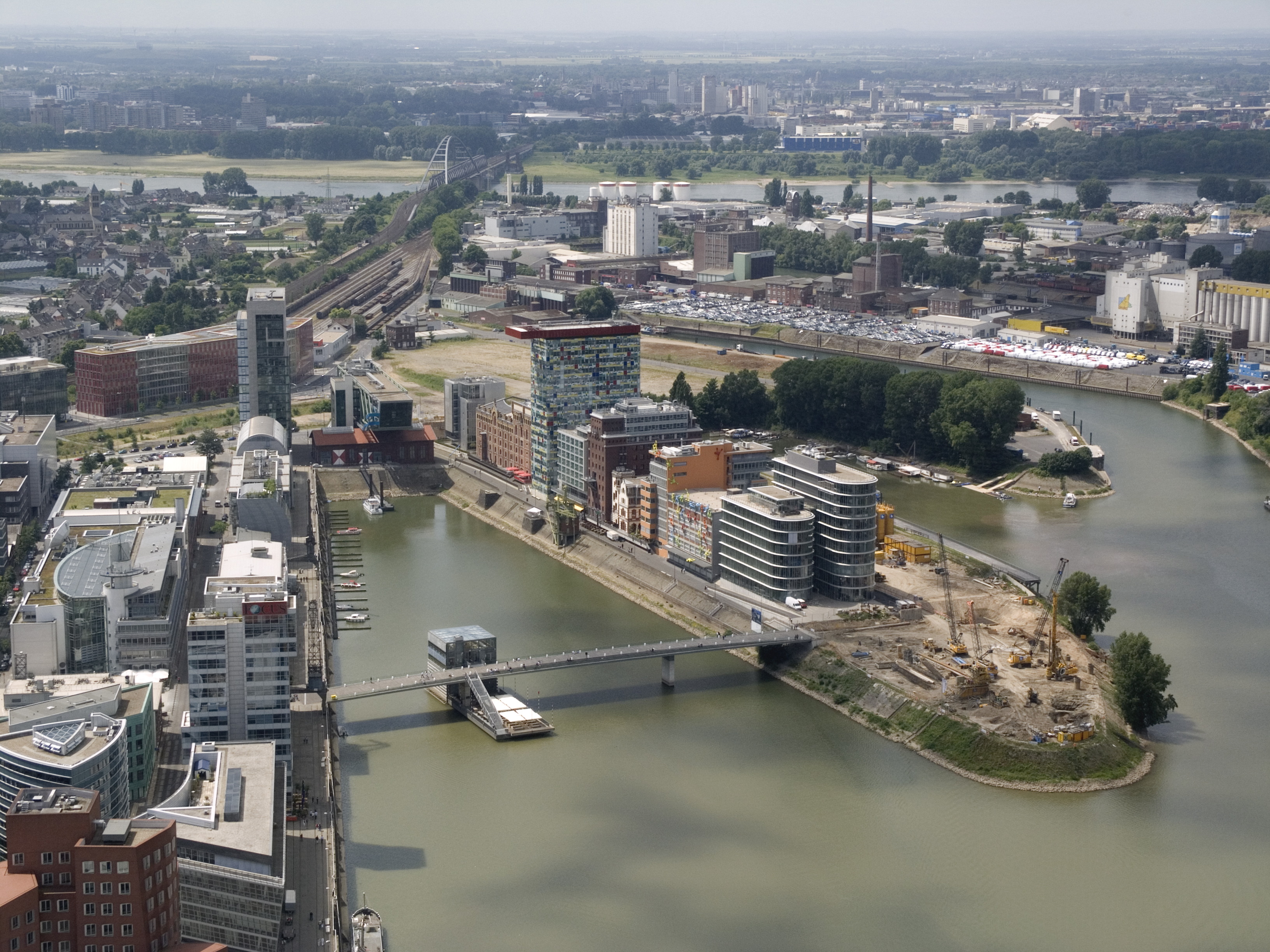
Вид на гавань с телевизионной башни Rheinturm

Дюссельдорф, благодаря своему положению, с самого своего возникновения был портовым городом. Вплоть до конца XIX века причалы располагались на Рейнской набережной вдоль городской стены. 30 мая 1896 года была открыта новая Дюссельдорфская гавань, в акватории которой был один из самых современных портов своего времени, вход в который находился в районе нынешнего моста Рейнкни. В связи с постоянно возрастающим товарооборотом акватория порта была расширена уже в 1904 году.

Вследствие первой мировой войны и последующей за ней французской оккупацией, а также мирового экономического кризиса товарооборот Дюссельдорфского порта значительно снизился. Только в 1934 году он смог достичь объёмов 1913 года.

С первого дня второй мировой войны Дюссельдорфский порт был полностью отдан для нужд военной экономики. Это был один из важнейших портов, служивших для отправки военной техники. Именно факт специализации порта для военных целей послужил тому, что в ходе союзнических бомбардировок Дюссельдорфская гавань была одним из главных направлений удара. После последних бомбардировок в январе 1945 года деятельность порта полностью прекратилась.

Три года после этого порт не функционировал. С весны 1948 года порт вновь начинает эксплуатироваться для речных перевозок. К 1954 году объёмы товарооборота достигли предвоенного уровня. В начале 1970-х годов вследствие очередного экономического кризиса товарооборот вновь падает и в 1974 году принимается решение уменьшить акваторию порта на 33 га.

В 1982 году в гавани возводится телевизионная башня Rheinturm, несколько позже строятся здания «Западногерманского радио» и гавань получает название «Гавань средств массовой информации» (нем. Medienhafen. В 1990-х годах в гавани ведётся массовая застройка современными модернистскими зданиями. Особо выделяются здания «Новой таможни», построенные в 1996—1998 годах по проекту американского архитектора Фрэнка Гери.

Изначально планировалось, что строящиеся здания будут использоваться исключительно компаниями, работающими в сфере массовой информации, но очень скоро стало понятно, что количество созданных для этого офисных площадей во много раз превышают, те что требуются этим компаниям. Офисные площади продаются или сдаются в аренду компаниям, специализирующимся на консалтинге, торговле недвижимостью, предприятиями моды. Сегодня примерно 600 фирм, в которых работают свыше 7600 сотрудников находятся в Дюссельдорфской гавани. Примерно с 16 % сданных внаём площадей занимаются адвокатскими конторами. Предприятия средств массовой информации составляют всего лишь 9 % от всех компаний, находящихся в Хафене.

Также в Хафене широко развита индустрия развлечений — здесь находится множество ресторанов, клубов, а также крупнейшая в городе дискотека. Сейчас также активно поднимается вопрос о создании кварталов жилой застройки, но близость к промышленным предприятиям пока не позволяет решить этот вопрос положительно.

## Достопримечательности
- телевизионная башня Rheinturm
- ландтаг Северного Рейна-Вестфалии
- высотное здание « Colorium»
- Новая таможня